# ロバート・ジョセフ・ガードナー・メドウィン
ロバート・ジョセフ・ガードナー・メドウィン(Robert Joseph Gardner Medwin、1907年 - 1995年)は、イギリスの都市計画家。
リヴァプール大学を経て、ハーバード大学へ留学する。修了後の1940年、王立建築家協会で実践教育を受けて、1943年から1945年にかけて、マックスウェル・フライが都市コンサルタントをしていた、当時の英領西アフリカに赴任する。1944年からは、西インドで都市コンサルタントに従事した。当時手がけた生活改善のための報告が、のちに要綱にまで発展した。
1952年には、母校のリヴァプール大学の教授に就任する。